# 祝家庄镇
祝家庄镇，是中华人民共和国陕西省宝鸡市岐山县一个已撤销的乡级行政区，2015年，陕西省民政厅批复同意撤销祝家庄镇，将其所辖行政区域划归京当镇。